# Roscoeliet
Het mineraal roscoeliet is een kalium-vanadium-aluminium-magnesium-fyllosilicaat, een verbinding van drie fyllosilicaationen met kalium, vanadium, aluminium, magnesium en twee hydroxylgroepen met structuurformule K(V5+,Al,Mg)2AlSi3O10(OH)2. Het is een fyllosilicaat en een mica en is verwant aan muscoviet. Het mineraal is naar HE Roscoe (1833-191) uit Manchester genoemd, die het element vanadium heeft ontdekt.
Het is doorschijnend geel-, bruin-, donkergroen of donkerbruin, het heeft een groenwitte streepkleur en een parelglans. Het mineraal is groenbruin tot olijfgroen pleochroïsch. De splijting van het mineraal is perfect volgens het kristalvlak [001] en het kristalstelsel is monoklien. Roscoeliet heeft een massadichtheid van 3,58 kg/l, de hardheid is 2,5 en de radioactiviteit van het mineraal is nauwelijks meetbaar.
Roscoeliet wordt gevormd in een vroeg stadium van ganggesteenten en bij de verwering van ertsen met uranium en vanadium, die zijn geoxideerd. De typelocatie is de Stuckslacker mijn, Coloma, El Dorado County, Californië. Het mineraal wordt verder gevonden in de Rifle mijn, Garfield County, Colorado, Verenigde Staten. Daarnaast zijn er vindplaatsen in Australië, Japan, Gabon, Fiji, Nieuw Guinea en Tsjechië.